# یواس‌اس گول (ای‌ام-۷۴)
یواس‌اس گول (ای‌ام-۷۴) (به انگلیسی: USS Gull (AM-74)) یک کشتی بود که طول آن ۱۲۴ فوت ۳ اینچ (۳۷٫۸۷ متر) بود. این کشتی در سال ۱۹۲۸ ساخته شد.